# Leichtathletik-Weltmeisterschaften 1997/100 m der Männer
Der 100-Meter-Lauf der Männer bei den Leichtathletik-Weltmeisterschaften 1997 wurde am 2. und 3. August 1997 im Olympiastadion der griechischen Hauptstadt Athen ausgetragen.
In diesem Wettbewerb errangen die Sprinter aus den Vereinigten Staaten mit Gold und Bronze zwei Medaillen. Weltmeister wurde Maurice Greene, der hier seinen ersten großen Sieg feiern konnte. Er gewann vor dem kanadischen Titelverteidiger, Weltrekordinhaber sowie Olympiasieger von 1996 über 100 Meter und mit der 4-mal-100-Meter-Staffel seines Landes Donovan Bailey, der eine Woche später wie schon bei den Weltmeisterschaften zuvor noch Gold mit der kanadischen Sprintstaffel errang. Bronze ging an Tim Montgomery.

## Rekorde

### Bestehende Rekorde
| Weltrekord               | 9,84 s | Donovan Bailey | OS 1996 in Atlanta, USA | 27. Juli 1996   |
| Weltmeisterschaftsrekord | 9,86 s | Carl Lewis     | WM 1991 in Tokio, Japan | 25. August 1991 |

### Rekordegalisierung
Mit 9,86 s bei leichtem Rückenwind von 0,2 m/s egalisierte der US-amerikanische Weltmeister Maurice Greene den bestehenden WM-Rekord im Finale am 3. August.
Außerdem gab es in den Vorläufen drei Landesrekorde – zweimal Verbesserung / einmal Egalisierung:
- 10,11 s – Angelos Pavlakakis (Griechenland), 4. Vorlauf
- 11,18 s – Mohamed Amir (Republik Moldau), 8. Vorlauf (egalisiert)
- 10,28 s – Sergejs Inšakovs (Lettland), 9. Vorlauf

## Vorrunde
Die Vorrunde wurde in dreizehn Läufen durchgeführt. Die ersten drei Athleten pro Lauf – hellblau unterlegt – sowie die darüber hinaus neun zeitschnellsten Läufer – hellgrün unterlegt – qualifizierten sich für das Viertelfinale.

### Vorlauf 1
2. August 1997, 10:30 Uhr
Wind: −0,7 m/s
| Platz | Name                  | Nation         | Zeit (s) |
| ----- | --------------------- | -------------- | -------- |
| 1     | André da Silva        | Brasilien      | 10,28    |
| 2     | Jean-Olivier Zirignon | Elfenbeinküste | 10,31    |
| 3     | Chris Donaldson       | Neuseeland     | 10,43    |
| 4     | Carlton Chambers      | Kanada         | 10,49    |
| 5     | Paulo Neves           | Portugal       | 10,51    |
| 6     | Pascal Dangbo         | Benin          | 10,78    |
| 7     | Tolutaʻu Koula        | Tonga          | 10,85    |
| 8     | Watson Nyambek        | Malaysia       | 11,60    |

### Vorlauf 2
2. August 1997, 10:36 Uhr
Wind: +0,4 m/s
| Platz | Name                  | Nation     | Zeit (s) |
| ----- | --------------------- | ---------- | -------- |
| 1     | Marcin Krzywański     | Polen      | 10,37    |
| 2     | Andrei Fedoriw        | Russland   | 10,38    |
| 3     | Stéphane Cali         | Frankreich | 10,39    |
| 4     | Torbjörn Mårtensson   | Schweden   | 10,46    |
| 5     | Neil Ryan             | Irland     | 10,57    |
| 6     | Tommy Kafri           | Israel     | 10,64    |
| 7     | Patrick Mocci Raoumbé | Gabun      | 10,69    |
| 8     | Nelson Kabitana       | Salomonen  | 11,61    |

### Vorlauf 3
2. August 1997, 10:42 Uhr
Wind: +1,0 m/s
| Platz | Name              | Nation      | Zeit (s) |
| ----- | ----------------- | ----------- | -------- |
| 1     | Maurice Greene    | USA         | 10,31    |
| 2     | Peter Karlsson    | Schweden    | 10,31    |
| 3     | Piotr Balcerzak   | Polen       | 10,41    |
| 4     | Per Ivar Sivle    | Norwegen    | 10,42    |
| 5     | Dennis Mowatt     | Jamaika     | 10,52    |
| 6     | Nigel Jones       | Grenada     | 10,68    |
| 7     | Edgardo A. Serpas | El Salvador | 10,77    |
| 8     | DeVon Bean        | Bermuda     | 10,78    |

### Vorlauf 4
2. August 1997, 10:48 Uhr
Wind: +1,5 m/s
| Platz | Name               | Nation         | Zeit (s) |
| ----- | ------------------ | -------------- | -------- |
| 1     | Angelos Pavlakakis | Griechenland   | 10,11 NR |
| 2     | Donovan Bailey     | Kanada         | 10,17    |
| 3     | Stefano Tilli      | Italien        | 10,25    |
| 4     | Marlon Devonish    | Großbritannien | 10,26    |
| 5     | Renward Wells      | Bahamas        | 10,34    |
| 6     | Martin Lachkovics  | Österreich     | 10,34    |
| 7     | Ruslan Russidse    | Georgien       | 10,67    |
| 8     | Elston Albert Shaw | Belize         | 11,13    |

### Vorlauf 5

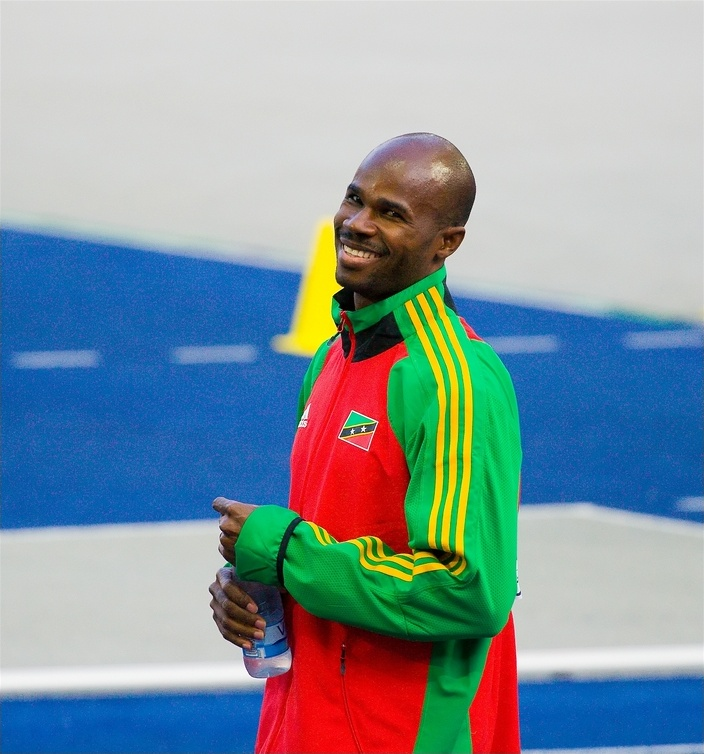
Kim Collins, im Jahr 2003 Überraschungs-
weltmeister, schied in der Vorrunde aus

2. August 1997, 10:54 Uhr
Wind: −0,6 m/s
| Platz | Name                 | Nation              | Zeit (s) |
| ----- | -------------------- | ------------------- | -------- |
| 1     | Michael Marsh        | USA                 | 10,16    |
| 2     | Patrick Stevens      | Belgien             | 10,30    |
| 3     | Anninos Markoullidis | Zypern              | 10,35    |
| 4     | Kōji Itō             | Japan               | 10,46    |
| 5     | Joseph Styles        | Bahamas             | 10,52    |
| 6     | Aléxandros Yenovélis | Griechenland        | 10,58    |
| 7     | To Wai Lok           | Hongkong            | 10,67    |
| 8     | Kim Collins          | St. Kitts und Nevis | 21,73    |

### Vorlauf 6

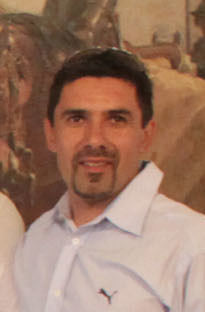
Carlos Gats verpasste die nächste Runde um einen Rang bzw. um eine Hundertstelsekunde
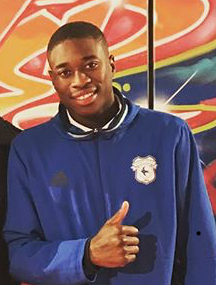
Als Sechster seines Rennens scheiterte Ibrahim Méité in der Vorrunde

2. August 1997, 11:00 Uhr
Wind: +0,4 m/s
| Platz | Name                      | Nation              | Zeit (s) |
| ----- | ------------------------- | ------------------- | -------- |
| 1     | Ato Boldon                | Trinidad und Tobago | 10,11    |
| 2     | Luis Alberto Pérez Rionda | Kuba                | 10,33    |
| 3     | Ian Mackie                | Großbritannien      | 10,42    |
| 4     | Carlos Gats               | Argentinien         | 10,43    |
| 5     | Miguel Janssen            | Aruba               | 10,47    |
| 6     | Ibrahim Méité             | Elfenbeinküste      | 10,50    |
| 7     | Carlos Moreno             | Chile               | 10,53    |

### Vorlauf 7
2. August 1997, 11:06 Uhr
Wind: +0,5 m/s
| Platz | Name             | Nation      | Zeit (s) |
| ----- | ---------------- | ----------- | -------- |
| 1     | Tim Montgomery   | USA         | 10,12    |
| 2     | Francis Obikwelu | Nigeria     | 10,22    |
| 3     | Aziz Zakari      | Ghana       | 10,26    |
| 4     | Sayon Cooper     | Liberia     | 10,35    |
| 5     | Ousmane Diarra   | Mali        | 10,42    |
| 6     | Frutos Feo       | Spanien     | 10,54    |
| 7     | Lee Hyung-keun   | Südkorea    | 10,73    |
| 8     | Mahbub Alam      | Bangladesch | 10,83    |

### Vorlauf 8
2. August 1997, 11:12 Uhr
Wind: −0,5 m/s
| Platz | Name                 | Nation       | Zeit (s)  |
| ----- | -------------------- | ------------ | --------- |
| 1     | Seun Ogunkoya        | Nigeria      | 10,24     |
| 2     | Charalambos Papadias | Griechenland | 10,32     |
| 3     | Ryszard Pilarczyk    | Polen        | 10,38     |
| 4     | Issa-Aimé Nthépé     | Kamerun      | 10,50     |
| 5     | Tomaz Božic          | Slowenien    | 10,64     |
| 6     | Horace Dove-Edwin    | Sierra Leone | 10,65     |
| 7     | Mario Bonello        | Malta        | 10,92     |
| 8     | Mohamed Amir         | Malediven    | 11,18 NRe |

### Vorlauf 9
2. August 1997, 11:18 Uhr
Wind: +0,6 m/s
| Platz | Name                  | Nation      | Zeit (s)                    |
| ----- | --------------------- | ----------- | --------------------------- |
| 1     | Frank Fredericks      | Namibia     | 10,21                       |
| 2     | Alexandr Porchomowski | Russland    | 10,25                       |
| 3     | Carlos Calado         | Portugal    | 10,26                       |
| 4     | Sergejs Inšakovs      | Lettland    | 10,28 NR                    |
| 5     | Carlos Villaseñor     | Mexiko      | 10,50                       |
| 6     | Gabriel Simón         | Argentinien | 10,79                       |
| 7     | Maocha Mpho           | Botswana    | 10,86                       |
| DSQ   | Venancio José         | Spanien     | IAAF Rule 162.8 – Fehlstart |

### Vorlauf 10
2. August 1997, 11:24 Uhr
Wind: +0,7 m/s
| Platz | Name                | Nation                             | Zeit (s) |
| ----- | ------------------- | ---------------------------------- | -------- |
| 1     | Eric Nkansah        | Ghana                              | 10,16    |
| 2     | Percival Spencer    | Jamaika                            | 10,18    |
| 3     | Darren Campbell     | Großbritannien                     | 10,21    |
| 4     | Yiannakis Zisimides | Zypern                             | 10,30    |
| 5     | Hiroyasu Tsuchie    | Japan                              | 10,40    |
| 6     | Laurence Jack       | Vanuatu                            | 10,97    |
| 7     | Detrickson Anson    | Föderierte Staaten von Mikronesien | 11,47    |
| DNF   | Igor Strakh         | Ukraine                            |          |

### Vorlauf 11
2. August 1997, 11:30 Uhr
Wind: −0,1 m/s
| Platz | Name               | Nation           | Zeit (s) |
| ----- | ------------------ | ---------------- | -------- |
| 1     | Nobuharu Asahara   | Japan            | 10,22    |
| 2     | Obadele Thompson   | Barbados         | 10,26    |
| 3     | Jone Delai         | Fidschi          | 10,32    |
| 4     | Donovan Powell     | Jamaika          | 10,34    |
| 5     | Chintake De Soysa  | Sri Lanka        | 10,43    |
| 6     | Anvar Kuchmuradov  | Usbekistan       | 10,49    |
| 7     | Norberto Nsue Ondo | Äquatorialguinea | 11,65    |
| 8     | Daniel Adachi      | Palau            | 11,90    |

### Vorlauf 12
2. August 1997, 11:36 Uhr
Wind: −0,3 m/s
| Platz | Name                  | Nation          | Zeit (s) |
| ----- | --------------------- | --------------- | -------- |
| 1     | Robert Esmie          | Kanada          | 10,22    |
| 2     | Davidson Ezinwa       | Nigeria         | 10,23    |
| 3     | Emmanuel Tuffour      | Ghana           | 10,24    |
| 4     | Prodromos Katsantonis | Zypern          | 10,36    |
| 5     | Augustine Nketia      | Neuseeland      | 10,41    |
| 6     | Ivan Šlehobr          | Tschechien      | 10,55    |
| 7     | Peter Pulu            | Papua-Neuguinea | 10,77    |
| 8     | Trevor Davis          | Anguilla        | 11,07    |

### Vorlauf 13
2. August 1997, 11:42 Uhr
Wind: +0,2 m/s
| Platz | Name              | Nation            | Zeit (s) |
| ----- | ----------------- | ----------------- | -------- |
| 1     | Bruny Surin       | Kanada            | 10,32    |
| 2     | Erik Wijmeersch   | Belgien           | 10,43    |
| 3     | Saad Al-Kuwari    | Katar             | 10,48    |
| 4     | Juan Pedro Toledo | Mexiko            | 10,56    |
| 5     | José Illán        | Spanien           | 10,60    |
| 6     | Amarildo Almeida  | Guinea-Bissau     | 10,92    |
| 7     | Huang Hsin-Ping   | Chinesisch Taipeh | 11,09    |

## Viertelfinale
Aus den sechs Viertelfinalläufen qualifizierten sich die jeweils ersten beiden Athleten – hellblau unterlegt – sowie die darüber hinaus vier zeitschnellsten Läufer – hellgrün unterlegt – für das Halbfinale.

### Viertelfinallauf 1
2. August 1997, 18:50 Uhr
Wind: +1,3 m/s
| Platz | Name                 | Nation              | Zeit (s) |
| ----- | -------------------- | ------------------- | -------- |
| 1     | Ato Boldon           | Trinidad und Tobago | 09,87 WL |
| 2     | Maurice Greene       | USA                 | 09,90    |
| 3     | Andrei Fedoriw       | Russland            | 10,22    |
| 4     | Charalambos Papadias | Griechenland        | 10,23    |
| 5     | Ian Mackie           | Großbritannien      | 10,24    |
| 6     | Marcin Krzywański    | Polen               | 10,33    |
| 7     | Hiroyasu Tsuchie     | Japan               | 10,38    |
| 8     | Chris Donaldson      | Neuseeland          | 10,40    |

### Viertelfinallauf 2

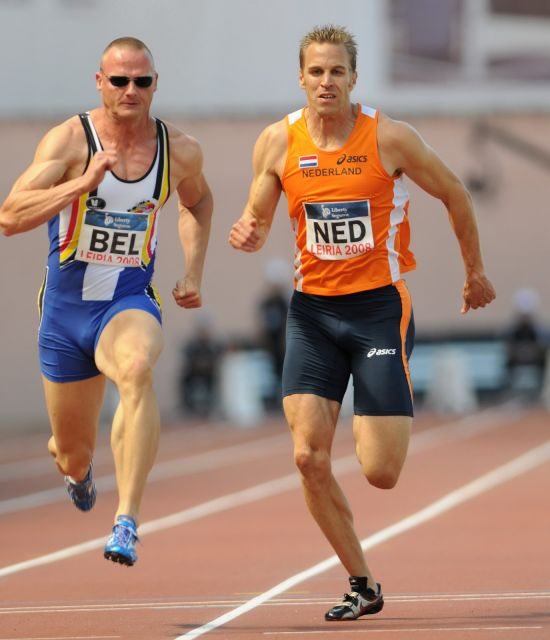
Erik Wijmeerschs (links) sechster Platz in seinem Viertelfinallauf reichte ihm nicht zum Halbfinaleinzug

2. August 1997, 18:54 Uhr
Wind: +0,4 m/s
| Platz | Name                      | Nation       | Zeit (s) |
| ----- | ------------------------- | ------------ | -------- |
| 1     | Bruny Surin               | Kanada       | 10,06    |
| 2     | Angelos Pavlakakis        | Griechenland | 10,22    |
| 3     | Luis Alberto Pérez Rionda | Kuba         | 10,25    |
| 4     | Piotr Balcerzak           | Polen        | 10,32    |
| 5     | Prodromos Katsantonis     | Zypern       | 10,33    |
| 6     | Erik Wijmeersch           | Belgien      | 10,34    |
| 7     | Stéphane Cali             | Frankreich   | 10,47    |
| DNS   | Percival Spencer          | Jamaika      |          |

### Viertelfinallauf 3

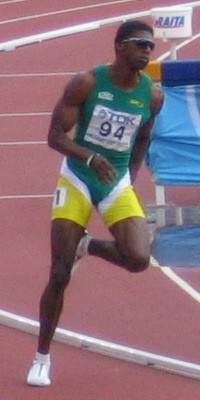
André da Silva kam im Viertelfinale aus dem Tritt und schied aus

2. August 1997, 18:58 Uhr
Wind: +1,2 m/s
| Platz | Name              | Nation         | Zeit (s) |
| ----- | ----------------- | -------------- | -------- |
| 1     | Tim Montgomery    | USA            | 09,99    |
| 2     | Donovan Bailey    | Kanada         | 10,10    |
| 3     | Darren Campbell   | Großbritannien | 10,13    |
| 4     | Sayon Cooper      | Liberia        | 10,21    |
| 5     | Ryszard Pilarczyk | Polen          | 10,26    |
| 6     | Saad Al-Kuwari    | Katar          | 10,40    |
| 7     | Peter Karlsson    | Schweden       | 10,40    |
| 8     | André da Silva    | Brasilien      | 12,56    |

### Viertelfinallauf 4

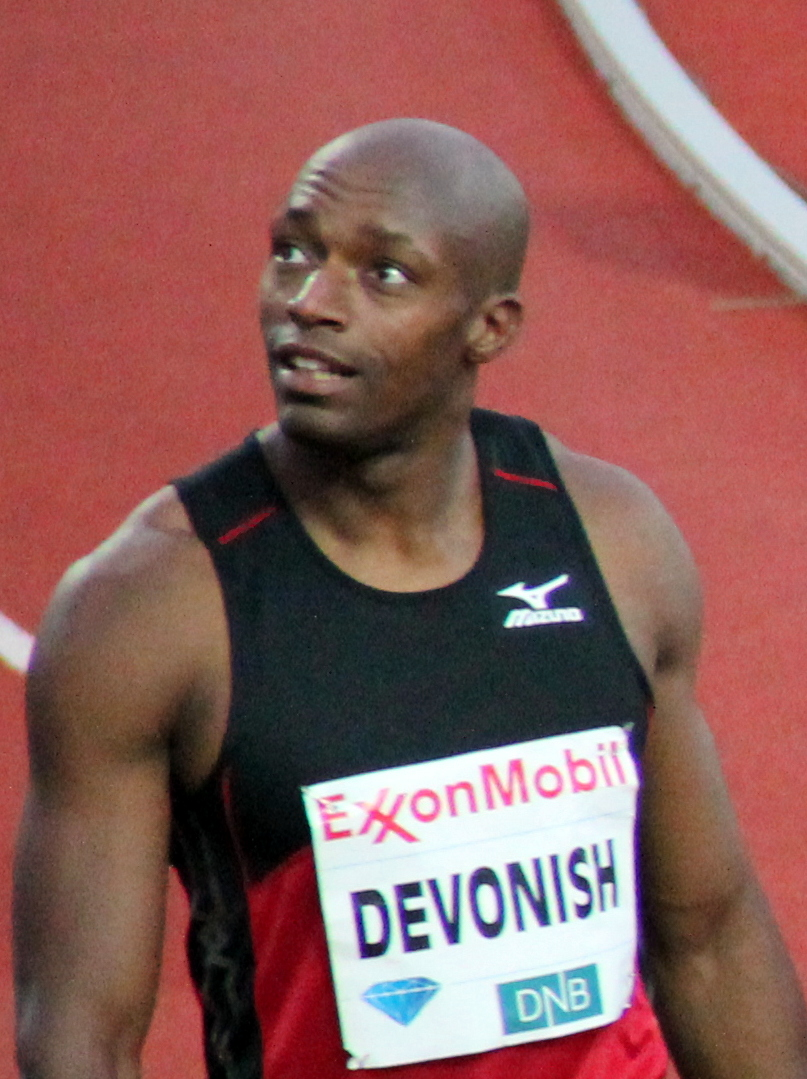
Marlon Devonish – Rang sieben in seinem Viertelfinalrennen und damit ausgeschieden

2. August 1997, 19:02 Uhr
Wind: −0,3 m/s
| Platz | Name                  | Nation         | Zeit (s) |
| ----- | --------------------- | -------------- | -------- |
| 1     | Michael Marsh         | USA            | 10,05    |
| 2     | Emmanuel Tuffour      | Ghana          | 10,23    |
| 3     | Jean-Olivier Zirignon | Elfenbeinküste | 10,25    |
| 4     | Alexandr Porchomowski | Russland       | 10,27    |
| 5     | Seun Ogunkoya         | Nigeria        | 10,33    |
| 6     | Donovan Powell        | Jamaika        | 10,35    |
| 7     | Marlon Devonish       | Großbritannien | 10,37    |
| 8     | Anninos Markoullidis  | Zypern         | 10,39    |

### Viertelfinallauf 5

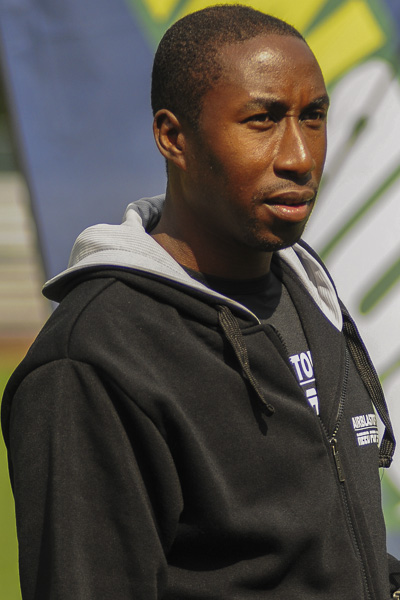
Robert Esmie verfehlte das Halbfinale um einen Rang – am Schlusstag wurde er Weltmeister mit seiner Sprintstaffel

2. August 1997, 19:06 Uhr
Wind: −0,7 m/s
| Platz | Name             | Nation   | Zeit (s) |
| ----- | ---------------- | -------- | -------- |
| 1     | Eric Nkansah     | Ghana    | 10,15    |
| 2     | Francis Obikwelu | Nigeria  | 10,17    |
| 3     | Robert Esmie     | Kanada   | 10,25    |
| 4     | Patrick Stevens  | Belgien  | 10,31    |
| 5     | Sergejs Inšakovs | Lettland | 10,34    |
| 6     | Stefano Tilli    | Italien  | 10,36    |
| 7     | Jone Delai       | Fidschi  | 10,47    |
| 8     | Renward Wells    | Bahamas  | 10,57    |

### Viertelfinallauf 6
2. August 1997, 19:10 Uhr
Wind: +0,5 m/s
| Platz | Name                | Nation     | Zeit (s) |
| ----- | ------------------- | ---------- | -------- |
| 1     | Frank Fredericks    | Namibia    | 09,99    |
| 2     | Davidson Ezinwa     | Nigeria    | 10,11    |
| 3     | Nobuharu Asahara    | Japan      | 10,17    |
| 4     | Obadele Thompson    | Barbados   | 10,21    |
| 5     | Aziz Zakari         | Ghana      | 10,29    |
| 6     | Yiannakis Zisimides | Zypern     | 10,37    |
| 7     | Martin Lachkovics   | Österreich | 10,39    |
| 8     | Carlos Calado       | Portugal   | 10,41    |

## Halbfinale

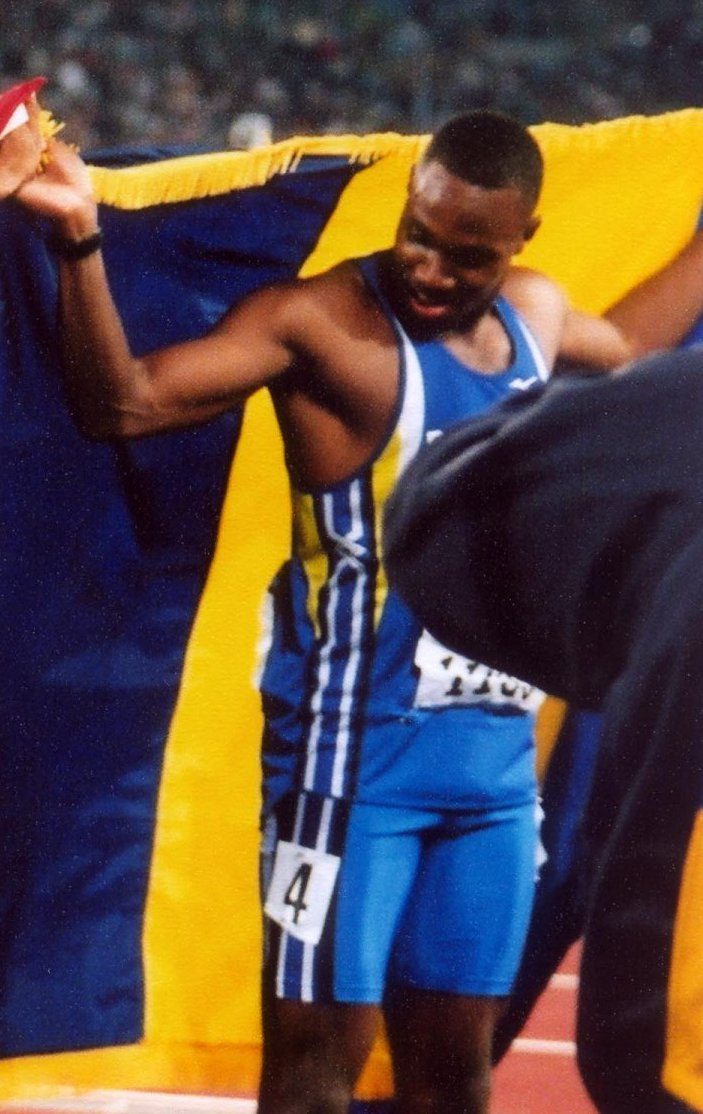
Obadele Thompson wurde Sechster in seinem Halbfinallauf und schied damit aus
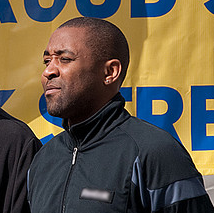
Darren Campbell erreichte als Achter seines Halbfinales nicht den Endlauf

Aus den beiden Halbfinalläufen qualifizierten sich die jeweils ersten vier Athleten – hellblau unterlegt – für das Finale.

### Halbfinallauf 1
3. August 1997, 18:50 Uhr
Wind: −0,8 m/s
| Platz | Name               | Nation              | Zeit (s) |
| ----- | ------------------ | ------------------- | -------- |
| 1     | Ato Boldon         | Trinidad und Tobago | 10,00    |
| 2     | Davidson Ezinwa    | Nigeria             | 10,15    |
| 3     | Michael Marsh      | USA                 | 10,21    |
| 4     | Bruny Surin        | Kanada              | 10,22    |
| 5     | Angelos Pavlakakis | Griechenland        | 10,29    |
| 6     | Obadele Thompson   | Barbados            | 10,30    |
| 7     | Emmanuel Tuffour   | Ghana               | 10,33    |
| 8     | Darren Campbell    | Großbritannien      | 10,37    |

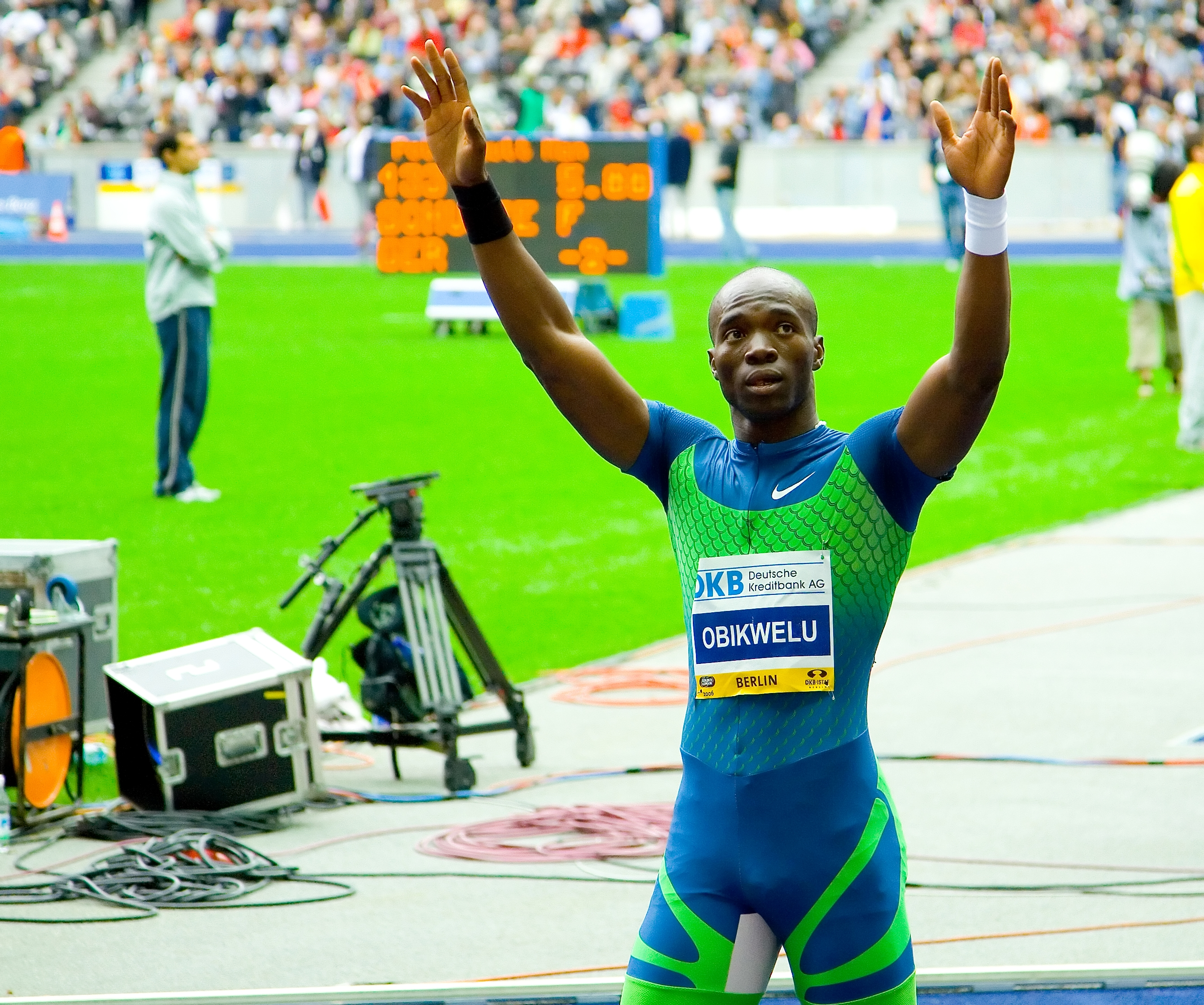
Francis Obikwelu, hier noch für Ghana und später für Portugal am Start, erreichte das Halbfinale und scheiterte dort als Sechster seines Rennens
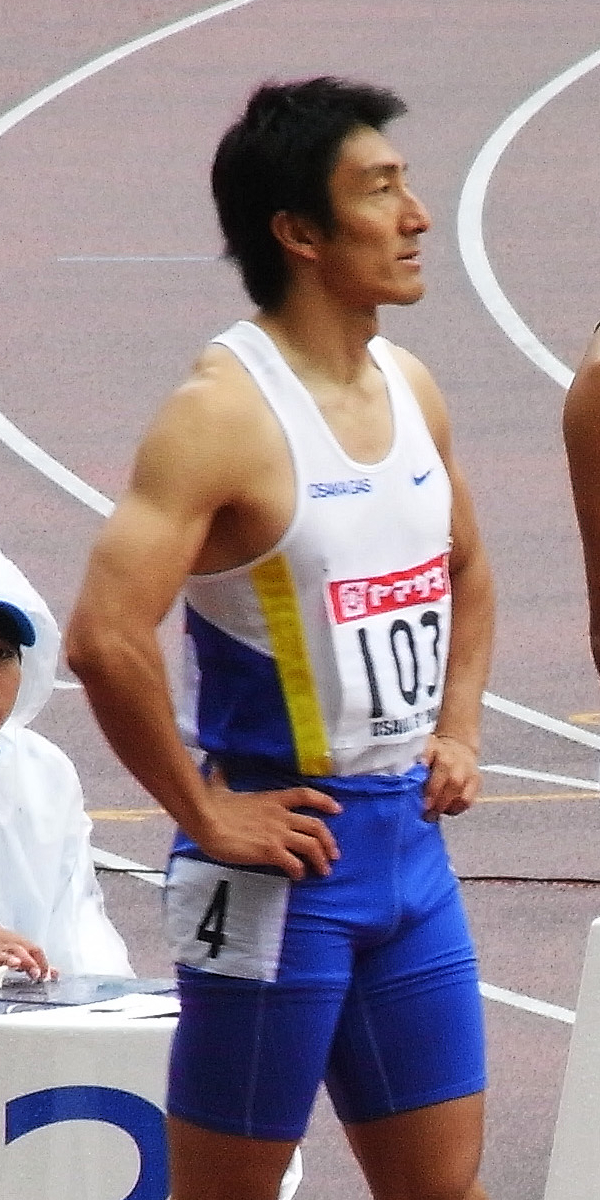
Nobuharu Asaharas achter Rang in seinem Halbfinale war zu wenig, um im Finale dabei zu sein

### Halbfinallauf 2

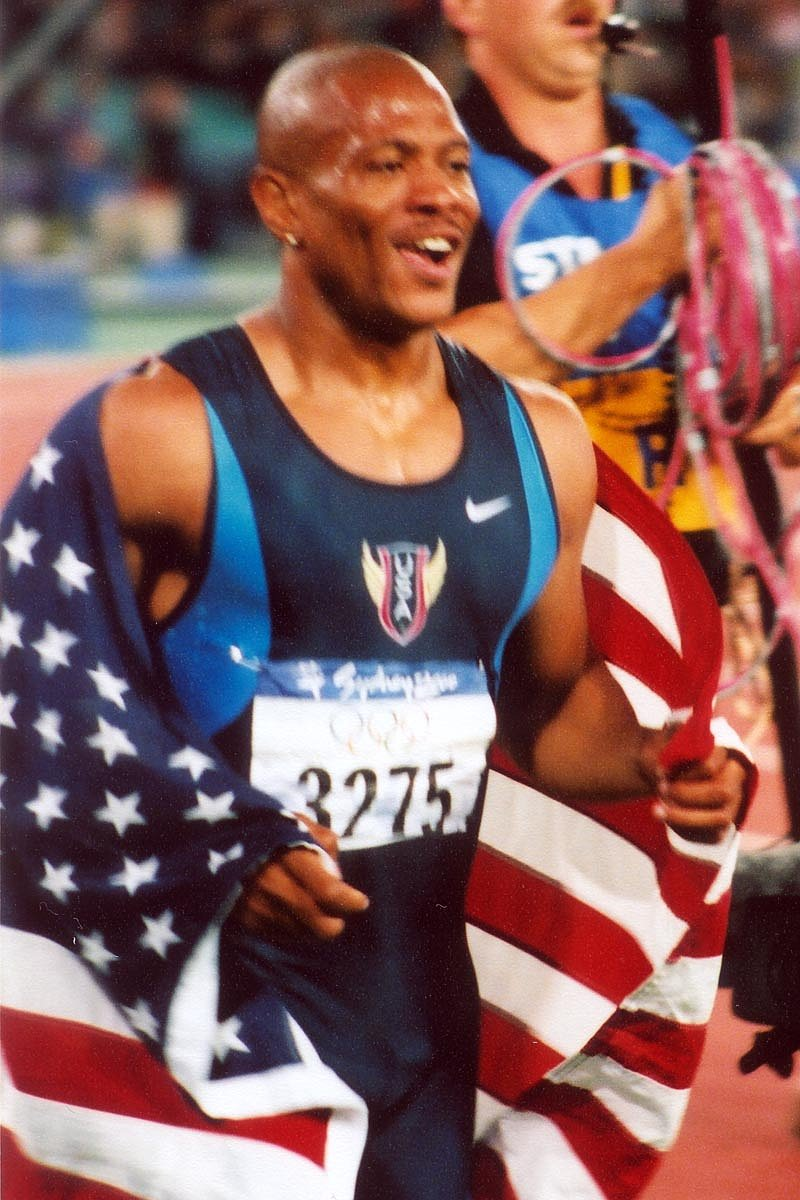
Weltmeister Maurice Greene trat eine mehr-
jährige Dominanz auf der kurzen Sprintstrecke an

3. August 1997, 19:00 Uhr
Wind: +0,5 m/s
| Platz | Name             | Nation  | Zeit (s) |
| ----- | ---------------- | ------- | -------- |
| 1     | Maurice Greene   | USA     | 09,90    |
| 2     | Donovan Bailey   | Kanada  | 09,91    |
| 3     | Frank Fredericks | Namibia | 09,93    |
| 4     | Tim Montgomery   | USA     | 10,08    |
| 5     | Eric Nkansah     | Ghana   | 10,18    |
| 6     | Francis Obikwelu | Nigeria | 10,20    |
| 7     | Sayon Cooper     | Liberia | 10,30    |
| 8     | Nobuharu Asahara | Japan   | 10,33    |

## Finale
3. August 1997, 21:50 Uhr
Wind: +0,2 m/s
| Platz | Name             | Nation              | Zeit (s)     |
| ----- | ---------------- | ------------------- | ------------ |
| 1     | Maurice Greene   | USA                 | 09,86 CRe/WL |
| 2     | Donovan Bailey   | Kanada              | 09,91        |
| 3     | Tim Montgomery   | USA                 | 09,94        |
| 4     | Frank Fredericks | Namibia             | 09,95        |
| 5     | Ato Boldon       | Trinidad und Tobago | 10,02        |
| 6     | Davidson Ezinwa  | Nigeria             | 10,10        |
| 7     | Bruny Surin      | Kanada              | 10,12        |
| 8     | Michael Marsh    | USA                 | 10,29        |

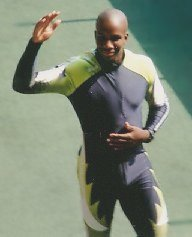
Für Titelverteidiger Donovan Bailey reichte es diesmal zu Silber
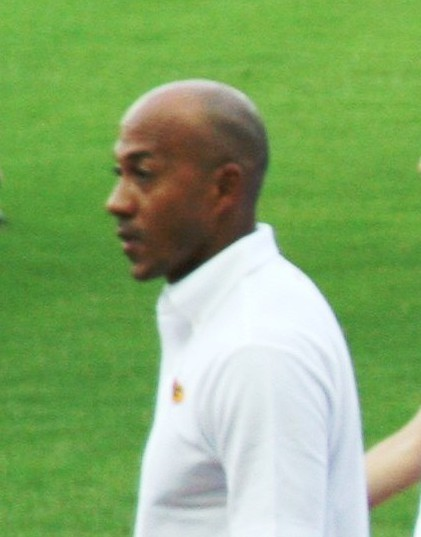
Über 100 Meter lief Frank Fredericks auch hier knapp an einer WM-Medaille vorbei, ihm fehlte nur eine Hundertstelsekunde – aber er sammelte über 200 Meter nach Gold 1993 sein drittes Silber ein
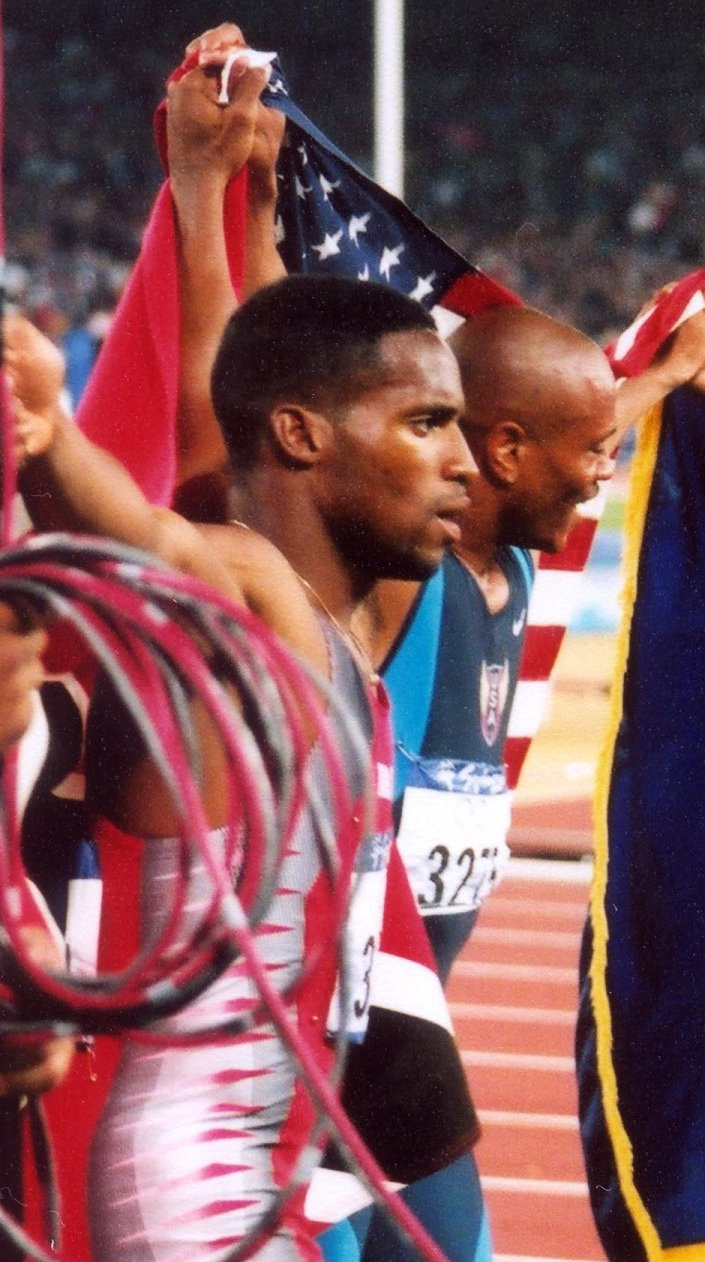
Ato Boldon hatte im Viertelfinale den Weltrekord nur ganz knapp verpasst, weil er nicht voll durchgelaufen war, vor dem Finale hatte er dann leichte Probleme mit Krämpfen, gewann aber fünf Tage später den Titel über 200 Meter
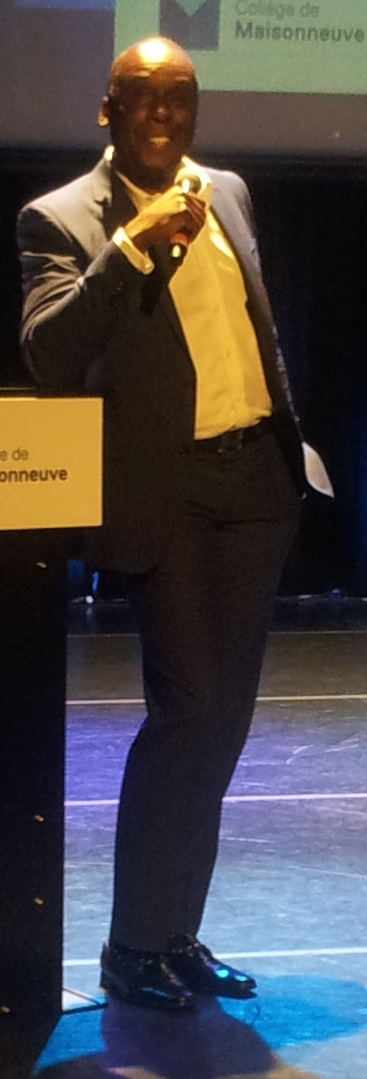
Bruny Surin (Foto rechts) erreichte Platz sieben – für ihn gab es am Schlusstag noch Sprintstaffelgold

## Video
- 1997 World Champs 100m, Video veröffentlicht am 12. Dezember 2012 auf youtube.com, abgerufen am 13. Juni 2020